# Vydas Paknys
Vydas Paknys (*  27. Dezember 1968 in Želva bei Ukmergė) ist ein litauischer Politiker, ehemaliger Bürgermeister der Rajongemeinde Ukmergė. 

## Leben
Nach dem Abitur 1987 in Dukstyna absolvierte er 1993 das Diplomstudium der Industrie-Wärmeenergie an der Technischen Universität Kaunas in Kaunas und wurde Ingenieur. Von 1993 bis 2001 arbeitete er im Unternehmen UAB „Ukmergės šilumos tinklai“ als Meister und leitender Ingenieur, von 2001 bis 2005 bei UAB „Izobara“ und von 2005 bis 2013 bei UAB „Komforta“ als Direktor und Inhaber. Von Mai 2013 bis 2015 war er Bürgermeister der Rajongemeinde Ukmergė.